# Nowotwory gruczołów ślinowych

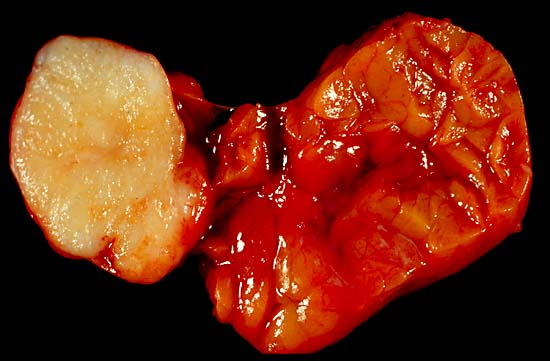
Gruczolak wielopostaciowy ślinianki przyusznej w badaniu pooperacyjnym

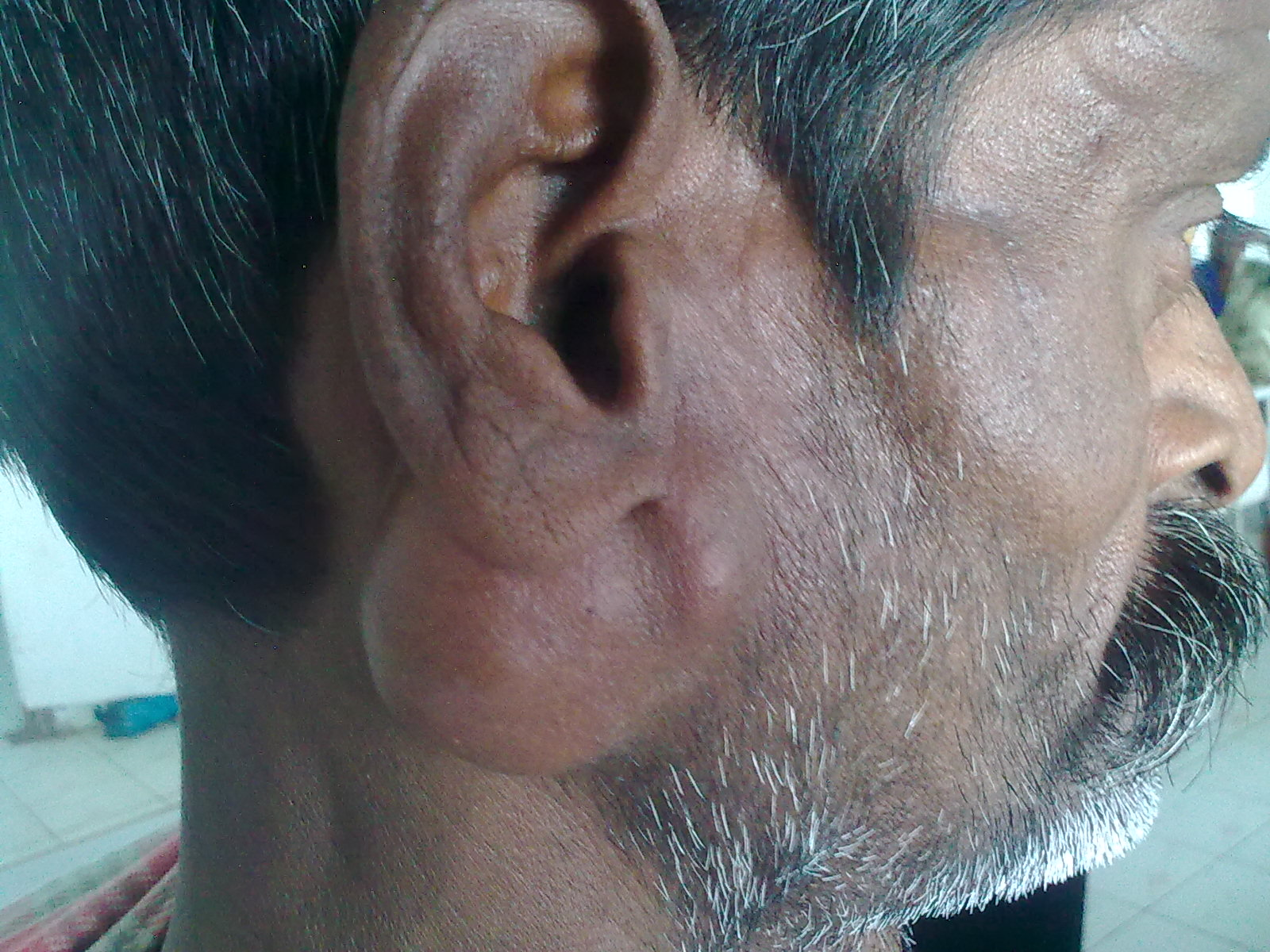
Guz ślinianki przyusznej

Nowotwory gruczołów ślinowych – grupa nowotworów wywodzących się z komórek wchodzących w skład gruczołów ślinowych. Stanowią około 1% nowotworów człowieka.
Gruczoły ślinowe mogą stać się siedliskiem różnorodnych zmian nowotworowych. Większość rozwija się w szóstej lub siódmej dekadzie życia z taką samą częstotliwością u obu płci. W śliniance przyusznej 70–80% nowotworów to zmiany łagodne, w podżuchwowej ponad połowa jest złośliwa.

## Typy
Najczęstsze nowotwory łagodne ślinianki przyusznej to gruczolak wielopostaciowy i gruczolakotorbielak brodawczakowaty limfatyczny (guz Warthina), które łącznie stanowią 75% guzów ślinianki przyusznej. Nowotwory złośliwe występują rzadko, zazwyczaj są to rak gruczołowato-torbielowaty (łac. carcinoma adenoides cysticum) i rak śluzowo-naskórkowy (łac. carcinoma mucoepidermale).

### Nowotwory łagodne
- gruczolak jednopostaciowy – zbudowany z jednego typu komórek (basal cell lub canalicular):
  - adenoma basocellulare – głównie w śliniance przyusznej, na wargach i policzkach; ma do 3 cm średnicy, jest otoczony włóknistą torebką, twardy, ruchomy, a komórki tworzą owalne gniazda odseparowane włóknistym zrębem; mogą tworzyć się perły rogowe; nie daje nawrotów
  - adenoma canaliculare – umiejscawia się na wardze górnej lub policzku, najczęściej u kobiet w wieku 60-70 lat; jest twardy, ruchomy, osiąga rozmiary do 2 cm; błona śluzowa jest niezmieniona, ale prześwituje na niebiesko; komórki układają się w łańcuchy, które mogą mieć w środku światło, mogą również tworzyć się torbielowate przestrzenie; nie daje nawrotów
- gruczolak kwasochłonny  ziarnisty (onkocytoma, adenoma oxyphilicum) – lokuje się w śliniance przyusznej, częściej u kobiet po 70. roku życia; układa się w postaci pojedynczych guzów do przodu od ucha, nad ramieniem żuchwy; ma wyraźną torebkę, bardzo mało zrębu, duże komórki, które mogą tworzyć gronka; w scyntygrafii daje obraz gorącego guzka
- brodawczak wewnątrzprzewodowy – tworzy brodawkowate wyrośla do światła przewodu (egzofityczne), pokryte komórkami walcowatymi
  - brodawczak wewnątrzprzewodowy odwrócony – endofityczny rozrost nabłonka przewodu
- gruczolak łojowy – lokuje się w śliniance przyusznej; jego komórki przypominają komórki gruczołu łojowego
- torbielakogruczolak brodawkowaty – tworzy torbielowate guzy z nabłonkiem sześciennym lub walcowatym
- mioepitelioma (łac. myoepithelioma)
- haemangioma
- fibroxantoma

### Nowotwory złośliwe
- gruczolakorak groniasty lub rak zrazikowokomórkowy (carcinoma acinocellulare) – występuje w śliniance przyusznej, na policzkach i wargach, częściej u kobiet; jest dobrze odgraniczony od otoczenia, ruchomy, może chełbotać (przestrzenie torbielowate), może dochodzić do średnicy 3 cm; skóra i błona śluzowa są bez widocznych zmian; mogą tworzyć lite płaty, brodawki, torbielki, pęcherze; zawiera dużo naczyń, mało podścieliska, a komórki nowotworu odwzorowują budowę normalnych komórek; na obwodzie są obfite grudki chłonne; rzadko powoduje niedowład n. twarzowego, w 15% daje przerzuty, w 30% daje wznowy
- wysokozróżnicowany polimorficzny gruczolakorak – występuje na podniebieniu, wargach i policzkach, najczęściej u kobiet, w 6-8. dekadzie życia; rośnie powoli, nie boli, jest twardy i ma niewielkie rozmiary; tworzy układy sitowate/zrazikowe, nie ma torebki, ale jest dobrze odgraniczony, nacieka otaczające tkanki; nie daje przerzutów, ale może się rozwinąć w gruczolaka wielopostaciowego – rokowanie jednak jest zazwyczaj dobre
- zwykły gruczolakorak – może dawać przerzuty, nacieka również otaczające tkanki; często pojawia się owrzodzenie otaczającej błony śluzowej
- rak z przewodów ślinowych – tworzy okrągłe wyspy komórek drobnotorbielowatych, a komórki wykazują dużą atypię cytologiczną i atypowe mitozy; mogą tworzyć się owrzodzenia; daje przerzuty
- rak nabłonkowo-mioepitelialny pochodzący ze wstawek o zrębie zeszkliwiałym; daje przerzuty
- adenocarcinoma basocellulare – nieotorebkowany, nacieka otaczające tkanki, daje również przerzuty
- rak jasnokomórkowy pochodzenia śliniankowego – jasne komórki tworzące płaty lub gniazda
- gruczolak wielopostaciowy złośliwy (łac. tumor mixtus malignus).
- gruczolakorak polimorficzny o małej złośliwości (ang. polymorphous low-grade adenocarcinoma)
- gruczolakorak śluzowy
- rak neuroendokrynny
- rak drobnokomórkowy
- rak wielkokomórkowy
- rak płaskonabłonkowy pochodzenia śliniankowego
- rak niezróżnicowany

## Klasyfikacja ICD10
| kod ICD10     | nazwa choroby                                                       |
| ------------- | ------------------------------------------------------------------- |
| ICD-10: C07   | Nowotwór złośliwy ślinianki przyusznej                              |
| ICD-10: C08   | Nowotwór złośliwy innych dużych gruczołów ślinowych                 |
| ICD-10: C08.0 | Nowotwór złośliwy ślinianki podżuchwowej                            |
| ICD-10: C08.1 | Nowotwór złośliwy ślinianki podjęzykowej                            |
| ICD-10: C08.8 | Nowotwór złośliwy przekraczający granice dużych gruczołów ślinowych |
| ICD-10: C08.9 | Nowotwór złośliwy nieokreślonych dużych gruczołów ślinowych         |
| ICD-10: D11   | Nowotwór niezłośliwy dużych gruczołów ślinowych                     |
| ICD-10: D11.0 | Nowotwór niezłośliwy ślinianki przyusznej                           |
| ICD-10: D11.7 | Nowotwór niezłośliwy innych dużych gruczołów ślinowych              |
| ICD-10: D11.9 | Nowotwór niezłośliwy nieokreślonych dużych gruczołów ślinowych      |